# 强恕堂酒
强恕堂酒是山东桓台出产的一种白酒。源于1922年晚清举人王国锡创立以其书斋“强恕堂”命名的酿酒作坊，1945年中共山东抗日根据地渤海第三专区工商局桓台支局接管酒坊，后多次易名。酒厂原产乌河大曲，后在其基础上于1975年研制成功乌河特曲，因广受欢迎而取代了以前所有产品。酒厂1998年改制为民企，其产品也于后成为中华老字号和地理标志保护产品。强恕堂酒乃为以黑五粮，即东北黑土地所产之高粱、大米、糯米、小麦、玉米为主料，稻壳为辅料，依五粮液制曲方法用小麦制曲为糖化发酵剂，添加人工培养窖泥菌株，经发酵、蒸馏等工序而酿制成。2006年，强恕堂被中华人民共和国商务部认定为“中华老字号”。